# Forte Tamandaré da Laje

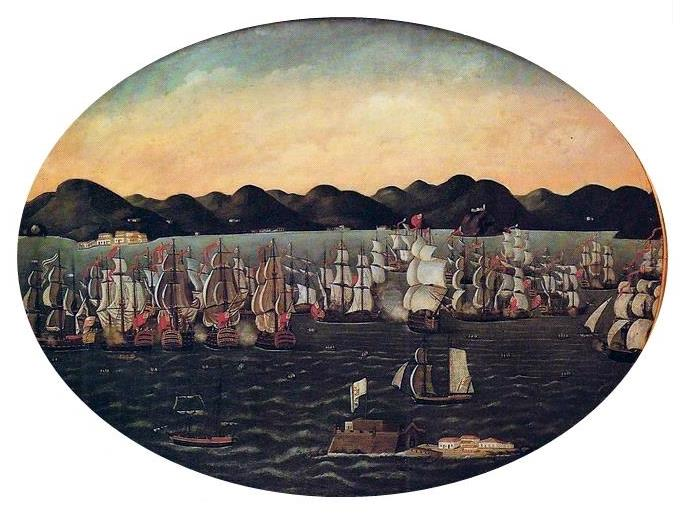
Esquadra inglesa (Leandro Joaquim, final século XVIII): em primeiro plano o Forte da Laje.

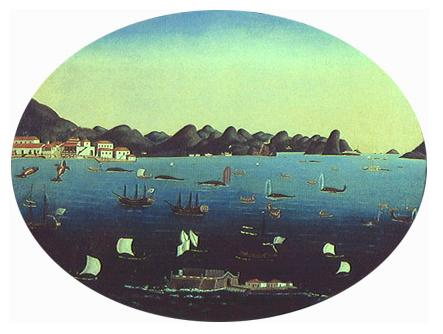
Caça à baleia na baía de Guanabara (Leandro Joaquim, final do século XVIII): em primeiro plano o Forte da Laje.

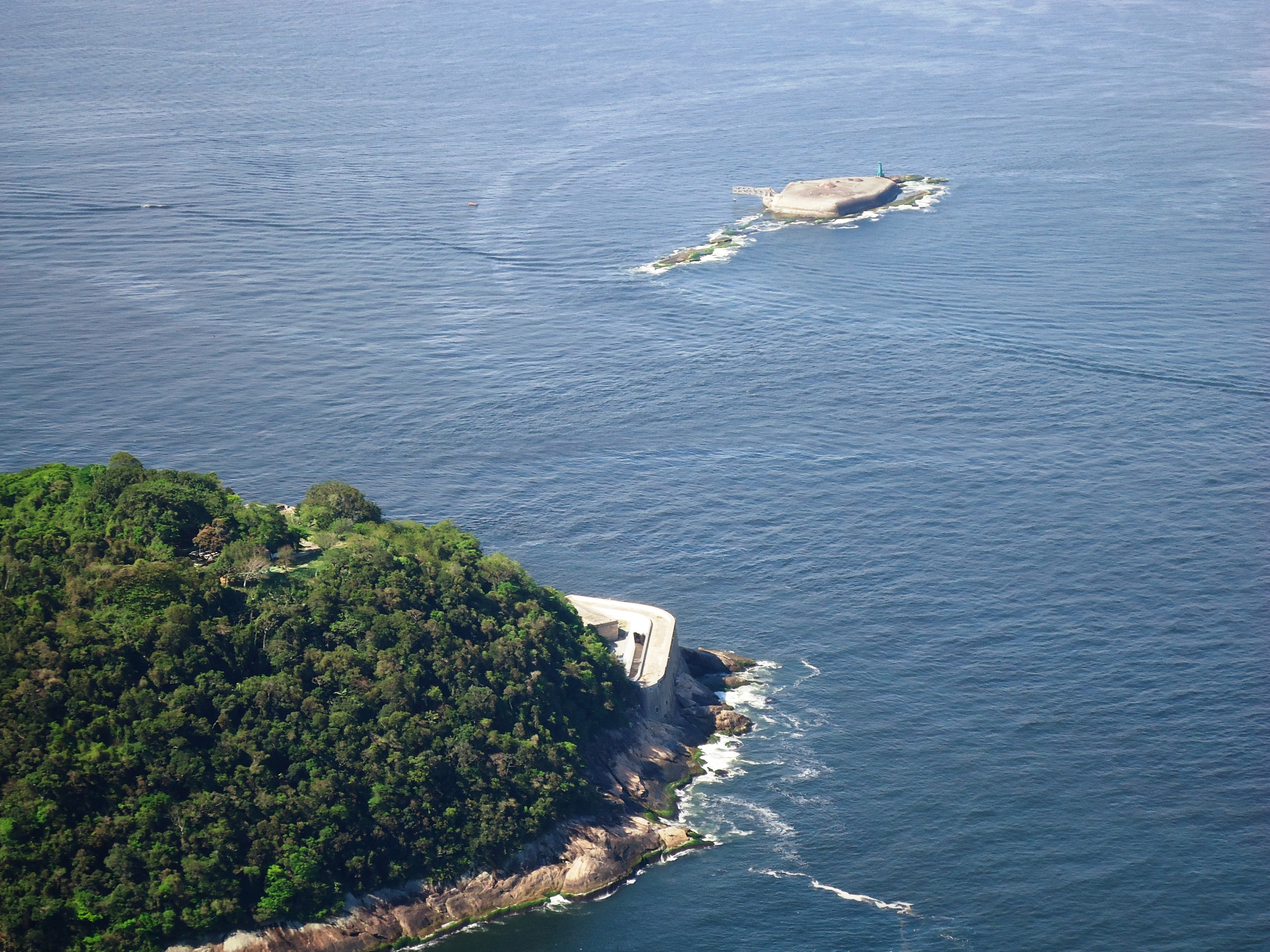
Fortaleza de São João e Forte da Laje.

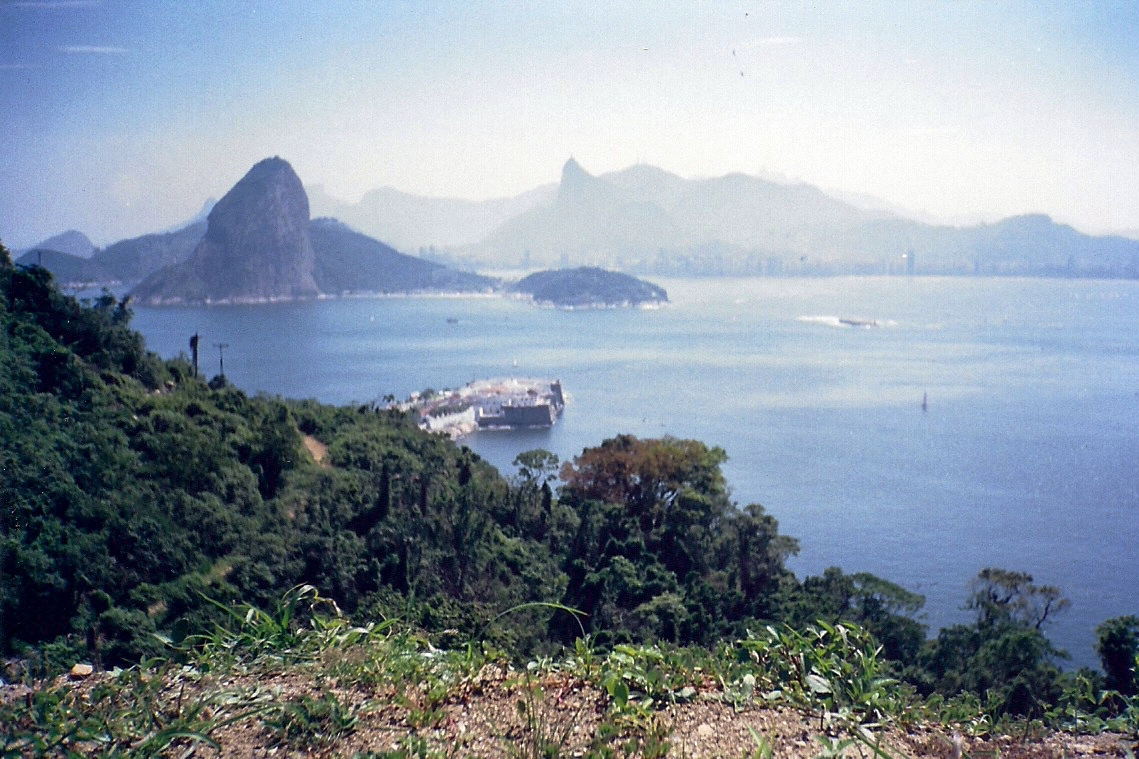
Baía de Guanabara: vista da barra com os seus fortes.

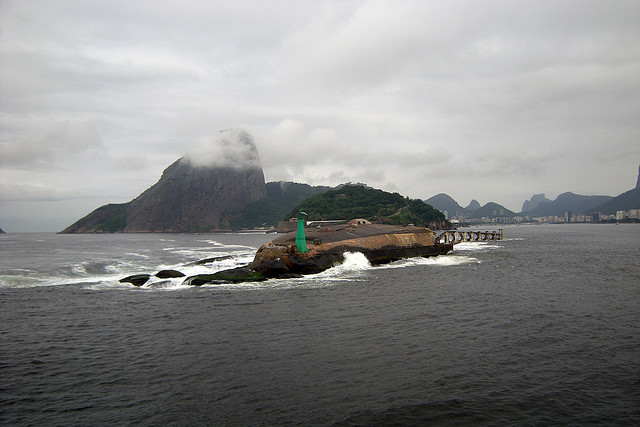
Forte da Laje.

O Forte Tamandaré da Laje localiza-se na ilha da Laje, cidade e estado do Rio de Janeiro, no Brasil.
Em posição estratégica no lado direito do interior da barra, a cerca de três quilômetros da praia da Urca, ergue-se sobre um afloramento rochoso com as dimensões aproximadas de 100 metros de comprimento por 60 de largura, defendendo a barra da baía de Guanabara entre o meado do século XVII e o final do século XX.

## História

### Antecedentes
A atual fortificação sucedeu a Bateria Ratier, tentada sem sucesso, em 1555, pela expedição de Nicolas Durand de Villegagnon (1510-1571), que fundou a França Antártica.

### O forte seiscentista
À época da Dinastia Filipina em Portugal, o Governador da Capitania Real do Rio de Janeiro, Salvador Correia de Sá, em seu segundo governo (1577-1599), pretendeu erigir um fortim na ilha da Lage em 1584. Tendo sido dissuadido pelo engenheiro espanhol no Brasil, acabou por reforçar as defesas da Bateria de Nossa Senhora da Guia (atual Fortaleza de Santa Cruz da Barra) e da Fortaleza de São João.
Com a Restauração da Independência (1640), a Carta-Régia de 2 de agosto de 1644, determinou erguer uma fortificação na Laje, aplicando-se para as despesas de sua obra a metade do dinheiro do cunho das patacas. Data desse período uma representação por Manoel Vaz Pereira, que detalha a Laje que está no meio da barra, ainda sem fortificação. As obras terão sido iniciadas no governo de Francisco de Souto Maior (1644-1645) e o seu sucessor, Duarte Correia Vasques (1645-1648), destinou as rendas da venda dos terrenos da rua Direita (atual rua 1° de Março, no centro histórico do Rio de Janeiro), para o mesmo fim. Em 1690, eram expedidas ordens para a conclusão do forte.

### O forte setecentista
As obras devem ter registrado progressos lentos, a julgar ainda por duas plantas assinadas por Diogo da Silveira Veloso (Plantas de uma fortaleza a construir na Laje, para a defesa da barra do Rio de Janeiro, c. 1704. AHU, Lisboa). Sem artilharia, não ofereceu combate quando da invasão do corsário francês René Duguay-Trouin, em setembro de 1711. As obras prosseguiam ainda no governo de Francisco Xavier de Távora (1713-1716), autorizado a aplicar nelas 40 mil cruzados oriundos dos direitos de Alfândega, pelas Cartas-Régias de 26 de janeiro de 1715 e de 24 de dezembro de 1716. São deste período a Elevação da Fortaleza da Laje, cortada pelo meio da sua altura, c. 1714 (AHU, Lisboa), e a Planta da Laje e Fortaleza que se há de fazer, c. 1714 (AHU, Lisboa). Em 1730 já se podia observar a estrutura (Planta da Fortaleza da Laje na barra do Rio de Janeiro, 1730. AHU, Lisboa). Estas obras, entretanto, só foram concluídas em 1770, no governo do Vice-rei D. Luís de Almeida Portugal (1769-1779).

### O forte oitocentista
Em 1836 serviu de prisão ao líder revolucionário Farroupilha Bento Gonçalves e a Pedro Boticário. Em 15 de março de 1837, ambos tentaram uma fuga, mas Pedro Boticário, por ser muito gordo, não conseguiu passar por uma janela. Em solidariedade Bento Gonçalves também desistiu da fuga, sendo ambos transferidos, logo após, para outras prisões.
GARRIDO (1940) complementa que, em 1838, o forte estava guarnecido por 280 praças sob o comando do major José Gomes da Silva, artilhado com vinte peças. SOUZA (1885) informa que esta estrutura apresentava planta no formato de um polígono hexagonal irregular, sendo deficiente por sua pequena elevação e por se encontrar a descoberto.
De sobre as suas pedras, o então tenente Antônio Carlos de Mariz e Barros corajosamente conseguiu evitar o naufrágio de uma barca francesa, o que lhe valeu receber do governo daquele país, a Legião de Honra.
No contexto da Questão Christie (1862-1865), a Comissão de Melhoramentos do Material do Exército, em seu Plano de Defesa do Porto, apresentado em 1863, propôs a construção de uma torre encouraçada, de dois pavimentos, artilhada com seis a oito canhões de grosso calibre, para sanar essas deficiências. Nesse contexto foi classificado como fortificação de 2.ª Classe pelo Aviso Ministerial de 1863. Estava então artilhado com vinte e oito peças, e guarnecido por soldados da Fortaleza de Santa Cruz da Barra, a quem se subordinava. Passou por reformas em 1874-1875, e em 1889.

### A República Velha
Na República Velha participou, a 20 de janeiro de 1892, juntamente com a Fortaleza de Santa Cruz da Barra, de um levante militar contra o então Presidente da República, marechal Floriano Peixoto (1891-1894), liderado pelo segundo-sargento Silvino Honório de Macedo, logo sufocado.
Procedidos os reparos devidos pelos bombardeios durante a Revolta da Armada (1893), que lhe causaram extensos danos, recebeu canhões Krupp C15 L/40 em 1895, sendo-lhe iniciadas obras de modernização a partir de 1896, terminando-se em abril de 1901 a estrutura principal e a montagem das cúpulas de aço. Em 1903 foram instaladas uma torre com dois canhões de 240mm, outra com dois canhões de 150mm, e duas com dois canhões de 75mm, além de instalação e montagem de parte elétrica. Obras complementares foram efetuadas até a inauguração em 28 de julho de 1906 (instalação de portão e janelas de aço externamente, e portas internas), 1907 e 1909.

### Da década de 1950 aos nossos dias
Pelo Decreto nº 34.152 de 12 de outubro de 1953 o Forte da Laje passou a denominar-se Forte Tamandaré, uma homenagem do Exército à Marinha de Guerra. Na década de 1950 esteve guarnecido pela 1.ª Bateria do 4.ª Grupo de Artilharia de Costa, conservando-se em serviço até 1997, subordinado à Fortaleza de São João, quando foi desativado.
Atualmente sem qualquer tipo de classificação - nas esferas municipal, estadual e federal - encontra-se sob responsabilidade do Centro de Capacitação Física do Exército, na Urca. Em 2002 a corporação chegou a efetuar um levantamento dos custos para a sua recuperação, mas os valores foram considerados muito elevados à época. Em precário estado de conservação, hoje apresenta partes corroídas pela maresia e ferrugem nos canhões. Entretanto, de acordo com o Comando Militar do Leste em 2012, há interesse da iniciativa privada em tornar o antigo forte em atração turística.

## Características
A fortificação, acasamatada, possuía alojamentos e cozinha.

## Curiosidades
Nesta fortificação estiveram detidos vários personagens da História do Brasil:
- José Bonifácio de Andrada e Silva e seus irmãos, Cipriano José Barata de Almeida (1762-1838), e outros deputados após o fechamento da Assembleia Constituinte (novembro de 1823);
- o major Miguel de Frias e Vasconcelos, após o evento de 28 de setembro de 1831 denominado "tiros no teatro";[16]
- os quatro condenados à morte pelo crime da ilha da Caqueirada, dos quais três cometeram suicídio em suas masmorras, no ano de 1838;
- o brigadeiro Rafael Tobias de Aguiar, um dos líderes da Revolução Liberal de 1842;
- o capitão Pedro Ivo Veloso da Silveira (1811-1851), líder militar da Revolução Praieira (1848-1850), que condenado à prisão perpétua, dali se evadiu espetacularmente num escaler (9 de abril de 1851); e
- o poeta Olavo Bilac (1893), aí detido alguns meses por críticas ao então Presidente da República, marechal Floriano Peixoto (1891-1894);[11]
- o marechal Henrique Batista Duffles Teixeira Lott, ex-ministro da Guerra de Juscelino Kubitschek, por se colocar contra o golpe de Estado que se ensaiava no país em 1961, quando criticou a posição dos ministros militares que não aceitavam a posse de João Goulart.[17]